# Роденбах, Альбрехт
Альбрехт Роденбах (нидерл. Albrecht Rodenbach, 27 октября 1856, Руселаре, Бельгия — 23 июня 1880, там же) — фламандский поэт и писатель, основатель движения возрождения фламандской литературы.

## Биография
Альбрехт Роденбах родился 27 октября 1856 года и был старшим среди 10 детей. Отец Юлиюс Роденбах (1824—1915) c своим дядей Александром Роденбахом (основателем пивоварения Роденбах) происходили из немецкой семьи из Андернаха на Рейне. Мать, Сильвия де-ла-Уттре (1834—1899), по происхождению была валлонкой и говорила по-французски, но также владела нидерландским языком, на котором говорят в городе Руселаре. Альбрехт также был двоюродным братом франкоязычного писателя Жоржа Роденбаха, которому принесла известность повесть «Мёртвый Брюгге» .
Дядя Альбрехта, Пьер Роденбах, сражался в армии Наполеона в походе против России, затем против Наполеона в войсках Вильгельма Оранского и, наконец, принимал участие в восстании против голландцев в 1830 году. Его дяди Александр и Константин были в 1830 году одними из первых избранных в Национальный конгресс. Брат его отца был фламандским политическим пропагандистом Феликсом Роденбахом. С раннего детства отец и дядя воспитывали в Альбрехте националистический дух.
Роденбах был также воспитан в духе католицизма. Он обучался в церковной семинарии «Klein Seminarie» в Руселаре, где он был подвержен идеям фламандского движения литературы, Хуго Вериста и других. 28 июля 1875, его интерес к фламандскому литературному движению привёл к столкновению с директором-франкофилом. На ежегодном фестивале песни студенты традиционно пели французские песни, a Роденбах с некоторыми другими студентами в знак протеста спели песню по-нидерландски. За так называемым «Groote Stooringe» («Большое волнение») последовала волна похожих протестов в Бельгии. Тем не менее, в 1876 году Роденбах удачно окончил среднюю школу. Среди его учителей в семинарии были Густаф Фламин, а даже Хуго Верист, который называл Роденбаха «поэтом, душой, сердцем, мозгом, словом возрожденных фламандцев».
Роденбах писал стихи, прозу и драматические произведения. Он распространял фламандскoe самосознание и основал многочисленные студенческие союзы и театральные группы. Как и многие другие молодые люди в тот период он присоединился к Папским зуавам, армии, которая должна была защищать Папу римского Пия IX против Джузеппе Гарибальди. Но в конце концов ему не пришлось воевать.

## Фламандское движение
После того как он окончил среднюю школу, он поступил в Лёвенский католический университет на юридический факультет, где познакомился с поэтом Полом де Монтoм. Вместе они распространяли идеалы и идеи обретённого фламандского сознания среди студентов. Они боролись за равные права французскоязычных и голландскоязычных студентов и создали в 1876 году «Ассоциацию всех фламандских студентов». Среди их целей были уроки на нидерландском языке и уроки о фламандской культуре. Иллюстрированный журнал ассоциации «Het Pennoen» («вымпел») анонимно опубликовал эссе Роденбаха. Идеология ассоциации была комбинацией философии Гвидо Гезелле, с романтическим национализмом Хендрика Консьянса и праведностью истинной веры. Роденбах и де Монт назвали свое студенческое движение «Blauwvoeterie» (националистическое студенческое движение в Западной Фландрии) от названия птицы буревестника (blauwvoet), чей полёт объявляет о приближающейся буре. Лозунг движения — «Vliegt de blauwvoet, storm op zee!» (Когда летит буревестник, шторм на море!). Роденбах сравнил ассоциацию с немецким движением «Burschenschaften».
Альбрехт Роденбах умер 23 июня 1880 года в городе Руселаре от туберкулеза. Многие поколения фламандцев видели в поэте «фламандца высшего качества». Священник Сирил Версхаве даже использовал в своих интересах образ Роденбаха в своей речи в 1941 году, в который он поставил на одну ступень воинственность Роденбаха и военное участие нацистской Германии во Второй мировой войне. После смерти Роденбаха — управление студенческой ассоциации перешло к Полу де Монту.

## Творчество и признание
В 1876 году, Альбрехт Роденбах написал несколько эссе под псевдонимом «Харалд». Два года спустя, в 1878 году, был опубликован сборник его стихов «Первые стихи» (Eerste gedichten).
Роденбах рассматривал театр как идеальное средство чтобы стимулировать возрождение фламандской литературы. Он хотел написать драматический цикл, который описывал бы всю историю человечества. В 1878 году, он написал первую часть, «Гудрун» (Gudrun). Пьеса соединяет в себе темы национальности и любви. Он закончил только две пьесы цикла до своей смерти в 1880 году.
Песня «Облака» на стихи поэмы «Мечта» в переводе Евгения Витковского звучит во время титров фильма «Остров сокровищ» (1982) режиссера Владимира Воробьева. Эту же песню Воробьев исполнял в спектакле «Ночь в Венеции», поставленном на сцене Ленинградского академического Театра Комедии имени Н. П. Акимова.
Качество произведений Роденбаха сильно отличается. Неоконченное стихотворение и элегантный романтический лиризм чередуются. Из-за его ранней смерти, он не имел никакой возможности, чтобы довести свое творчество до европейского уровня, не только в плане темы, но и в плане стиля. Тем не менее, после его смерти он стал символом возрождения фламандской литературы и фламандского сознания.